# Valeri Petrakov
Valeri Iouriévitch Petrakov (en russe : Валерий Юрьевич Петраков) est un footballeur international soviétique et entraîneur de football russe né le 16 mai 1958 à Briansk.

## Biographie

### Carrière de joueur
Natif de Briansk, Valeri Petrakov effectue dans cette même ville sa formation de footballeur, intégrant durant sa jeunesse le centre de formation du Dinamo Briansk, pour qui il fait ses débuts professionnels en troisième division soviétique en 1975, à l'âge de 17 ans. Il est par la suite transféré dès la mi-saison 1976 au Lokomotiv Moscou avec qui il découvre la première division en 1977. S'imposant comme titulaire dans les années qui suivent, il se démarque comme un buteur prolifique, terminant notamment deuxième meilleur buteur du championnat en 1979 avec 17 buts marqués avant de marquer à douze reprises la saison suivante, mais ne peut alors pas empêcher la relégation du club en fin d'année.
Convoité par une grande partie des équipes de la première division, il signe finalement en faveur du Torpedo Moscou en 1981. Sa première saison s'avère correcte avec neuf buts marqués en championnat tandis qu'il connaît ses premiers, et seules, rencontres européennes à l'occasion des seizièmes de finale de la Coupe des coupes perdue face au Bayern Munich, bien qu'il parvient à inscrire un but durant la confrontation. Les années qui suivent sont plus inconstantes, malgré une saison à onze buts en 1983 et Petrakov demande finalement à être transféré en début d'année 1986, une décision qu'il affirme lui-même être la « pire de sa vie », tandis qu'il fait dans la foulée son retour au Lokomotiv Moscou en deuxième division.
Après une saison décevante qui ne le voit marquer que deux buts en championnat avant d'être renvoyé de l'équipe pour avoir bu à la veille d'un entraînement, Petrakov quitte alors l'Union soviétique pour rallier les forces armées soviétique en Allemagne de l'Est, évoluant au sein de l'équipe militaire ainsi que pour les clubs locaux de l'Einheit Wernigerode puis du Motor Nordhausen entre 1987 et 1990. Il part par la suite en Suède où il joue pour le IFK Luleå en deuxième division entre 1990 et 1991 puis au Notvikens IK au troisième échelon lors de la saison 1992. Connaissant par la suite des difficultés croissantes avec une vieille blessure au genou, il met finalement un terme à sa carrière à la fin de cette dernière année à l'âge de 34 ans.

### Carrière internationale
Valeri Petrakov est appelé en 1977 par Valentin Nikolaïev au sein de la sélection soviétique des moins de 20 ans afin de participer à la première édition Coupe du monde des moins de 20 ans la même année, compétition durant laquelle il marque notamment un but contre l'Irak en phase de groupes tandis que les siens remportant finalement la compétition.
Après ce succès et ses bonnes prestations en club à ses débuts, il est appelé dès l'année suivante par Nikita Simonian au sein de la sélection A et dispute deux matchs amicaux au mois de mai 1978, d'abord contre la Finlande le 4 mai, contre qui il est également buteur à l'occasion d'une large victoire 10-2, puis contre la Roumanie dix jours plus tard. Il n'est par la suite plus appelé.
Malgré cela, Petrakov effectue tout de même un dernier passage avec les espoirs de Valentin Nikolaïev en 1980 à l'occasion de l'Euro espoirs, qui voit la sélection soviétique remporter la compétition.

### Carrière d'entraîneur
Occupant déjà des postes de préparateur-joueur en Suède au cours de ses dernières années de joueur, Petrakov reste après la fin de celle-ci au sein de l'encadrement technique de l'IFK Luleå avant de rentrer en Russie en 1997 pour devenir adjoint au Torpedo Moscou, travaillant successivement sous les ordres d'Aleksandr Tarkhanov, Valentin Ivanov et Vitali Chevtchenko.
Il connaît au mois de juin 2001 sa première expérience en tant qu'entraîneur principal en prenant la tête du Tom Tomsk en deuxième division russe. Sous ses ordres, l'équipe termine notamment troisième deux fois de suite en 2002 puis 2003, constituant alors dans les deux cas les meilleurs résultats du club en championnat, tandis qu'il échoue à chaque fois de peu à la montée en première division.
Ses résultats avec Tomsk lui valent d'être nommé à la tête du FK Moscou en début d'année 2004, amenant l'équipe à la neuvième place du championnat cette année-là avant d'être renvoyé à la mi-saison 2005 alors que le club connaît un début d'exercice correct en se plaçant sixième. Ce licenciement est justifié par la direction comme ayant été décidé « dans le cadre de la poursuite du développement du club » et car le jeu de l'équipe n'était pas considéré comme étant assez attrayant selon eux,. Il garde par la suite de cet épisode une certaine amertume vis-à-vis du club, considérant même son passage comme étant une « erreur »,. Il démarre quelques jours après son départ un bref passage de moins d'un mois au FK Rostov durant l'été 2005, étant renvoyé après seulement trois matchs en raison de différents avec le propriétaire Ivan Savvidis (en).
Petrakov retrouve le banc du Tom Tomsk, qui a entre-temps accédé à la première division, en début d'année 2006. Sous ses ordres, le club termine successivement huitième puis onzième en championnat et atteint les demi-finales de la Coupe de Russie en 2008 avant d'être éliminé par le CSKA Moscou, futur vainqueur du tournoi. Malgré cela il est renvoyé à la fin du mois de mai 2008 en raison des mauvais résultats de l'équipe en championnat, où elle lutte pour son maintien. Il est par la suite nommé à la tête de l'Alania Vladikavkaz en janvier 2009 avant d'être renvoyé au mois d'août de la même année alors que l'équipe connaît une série de résultats médiocres en deuxième division qui le voit tomber en troisième place après un très bon début de saison. L'intéressé affirme quant à lui que ce renvoi est dû à ses demandes en termes de recrutement au cours de la période des transferts estival.
Inactif par la suite pendant près de deux ans, Petrakov retrouve finalement un banc au mois de mai 2011 en prenant la tête de son club de formation du Dinamo Briansk. Il amène par la suite l'équipe à la cinquième place du deuxième division à l'issue de la saison 2011-2012, son meilleur classement historique, mais le club est par la suite rattrapé par ses problèmes financiers et perd son statut professionnel au mois de juin 2012, amenant dans la foulée au départ de l'entraîneur. Il entraîne par la suite le FK Khimki pendant une grande partie de l'exercice 2012-2013, le club terminant finalement seizième et étant relégué en troisième division en fin de saison tandis que Petrakov quitte ses fonctions dans la foulée.
Il fait par la suite son retour au Torpedo Moscou durant la fin d'année 2014, devenant dans un premier temps entraîneur de l'équipe réserve en octobre avant de prendre la tête de l'équipe première dès le début du mois de novembre à la place de Nikolaï Savitchev (en). Durant son passage, le club, dont les difficultés financières se font croissantes, termine avant-dernier de première division avant d'être rétrogradé au troisième échelon pour la saison 2015-2016. Il reste malgré tout à la tête de l'équipe qui joue les seconds rôles dans le groupe Centre de la compétition, avant de quitter son poste au mois d'avril 2016 pour rallier le Tom Tomsk.
De passage au club pour la troisième fois, Petrakov dirige celui-ci à la troisième place de la deuxième division avant de s'imposer lors du barrage de montée contre le Kouban Krasnodar pour obtenir la promotion en première division. La saison 2016-2017 est cependant très difficile pour l'équipe qui est rapidement dépassée en championnat et termine largement dernière avec seulement 14 points en 30 rencontres. Il est malgré tout maintenu dans ses fonctions pour l'exercice suivant, mais les résultats sont une nouvelle fois très décevants et le Tom passe la majorité de la saison dans les places de relégation. Après une défaite contre le Zénith-2 Saint-Pétersbourg, Petrakov démissionne de son poste à trois journées de la fin du championnat à la fin du mois d'avril 2018, tandis que son successeur Vassili Baskakov parvient à maintenir l'équipe de peu en fin de saison.
Inactif par la suite pendant un an et demi, il est appelé à la tête du Luch Vladivostok au mois de novembre 2019 tandis que l'équipe se place dix-septième du deuxième échelon après un mauvais début de saison. Il n'a par la suite le temps de diriger que cinq rencontres avant que la compétition ne soit interrompue en raison de la pandémie de Covid-19 en Russie puis arrêtée définitivement au mois de mai 2020. Dans le même temps, le Luch connaît de gros problèmes financiers qui amènent à la dissolution de sa section professionnelle à la fin de la saison et au départ du personnel associé.
Le 20 septembre 2021, après une nouvelle longue période sans club, Petrakov devient l'entraîneur du Zvezda Perm en troisième division. Il amène par la suite l'équipe à la quatrième place du groupe 3 avant de s'en aller après la dissolution de celle-ci au terme de la saison 2021-2022.

## Statistiques

### Statistiques de joueur
| Saison                | Club                  | Championnat           | Championnat | Championnat | Coupe(s) nationale(s) | Coupe(s) nationale(s) | Compétition(s) continentale(s) | Compétition(s) continentale(s) | Compétition(s) continentale(s) | Total | Total |
| Saison                | Club                  | Division              | M.          | B.          | M.                    | B.                    | Comp.                          | M.                             | B.                             | M.    | B.    |
| 1975                  | Dinamo Briansk        | D3                    | 10          | 0           | -                     | -                     | -                              | -                              | -                              | 10    | 0     |
| 1976                  | Dinamo Briansk        | D3                    | 19          | 1           | -                     | -                     | -                              | -                              | -                              | 19    | 1     |
| Sous-total            | Sous-total            | Sous-total            | 29          | 1           | -                     | -                     | -                              | -                              | -                              | 29    | 1     |
| 1977                  | Lokomotiv Moscou      | D1                    | 18          | 4           | 1                     | 0                     | -                              | -                              | -                              | 19    | 4     |
| 1978                  | Lokomotiv Moscou      | D1                    | 27          | 3           | 6                     | 1                     | -                              | -                              | -                              | 33    | 4     |
| 1979                  | Lokomotiv Moscou      | D1                    | 33          | 17          | 2                     | 0                     | -                              | -                              | -                              | 35    | 17    |
| 1980                  | Lokomotiv Moscou      | D1                    | 29          | 12          | 4                     | 0                     | -                              | -                              | -                              | 33    | 12    |
| Sous-total            | Sous-total            | Sous-total            | 107         | 36          | 13                    | 1                     | -                              | -                              | -                              | 120   | 37    |
| 1981                  | Torpedo Moscou        | D1                    | 34          | 9           | 1                     | 1                     | -                              | -                              | -                              | 35    | 10    |
| 1982                  | Torpedo Moscou        | D1                    | 19          | 3           | 9                     | 5                     | C2                             | 2                              | 1                              | 30    | 9     |
| 1983                  | Torpedo Moscou        | D1                    | 26          | 11          | 2                     | 0                     | -                              | -                              | -                              | 28    | 11    |
| 1984                  | Torpedo Moscou        | D1                    | 18          | 3           | 3                     | 2                     | -                              | -                              | -                              | 21    | 5     |
| 1985                  | Torpedo Moscou        | D1                    | 25          | 6           | 2                     | 1                     | -                              | -                              | -                              | 27    | 7     |
| Sous-total            | Sous-total            | Sous-total            | 122         | 32          | 17                    | 9                     | -                              | 2                              | 1                              | 141   | 42    |
| 1986                  | Lokomotiv Moscou      | D2                    | 23          | 2           | -                     | -                     | -                              | -                              | -                              | 23    | 2     |
| 1992                  | Notvikens IK          | D3                    | 21          | 10          | -                     | -                     | -                              | -                              | -                              | 21    | 10    |
| Sous-total            | Sous-total            | Sous-total            | 44          | 12          | -                     | -                     | -                              | -                              | -                              | 44    | 12    |
| Total sur la carrière | Total sur la carrière | Total sur la carrière | 302         | 81          | 30                    | 10                    | -                              | 2                              | 1                              | 334   | 92    |

### Statistiques d'entraîneur
| Tom Tomsk          | 20 juin 2001      | 31 décembre 2003 | 102 | 53  | 28  | 21  | 52,0 |
| FK Moscou          | 1er janvier 2004  | 14 juillet 2005  | 54  | 20  | 18  | 16  | 37,0 |
| FK Rostov          | 20 juillet 2005   | 11 août 2005     | 3   | 0   | 1   | 2   | 0,0  |
| Tom Tomsk          | 1er janvier 2006  | 31 mai 2008      | 79  | 26  | 24  | 29  | 32,9 |
| Alania Vladikavkaz | 8 janvier 2009    | 10 août 2009     | 25  | 15  | 4   | 6   | 60,0 |
| Dinamo Briansk     | 26 mai 2011       | 28 juin 2012     | 47  | 21  | 11  | 15  | 44,7 |
| FK Khimki          | 25 octobre 2012   | 30 juin 2013     | 17  | 5   | 6   | 6   | 29,4 |
| Torpedo Moscou     | 4 novembre 2014   | 13 avril 2016    | 38  | 11  | 14  | 13  | 29,0 |
| Tom Tomsk          | 13 avril 2016     | 28 avril 2018    | 78  | 19  | 16  | 43  | 24,4 |
| Luch Vladivostok   | 10 novembre 2019  | 31 mai 2020      | 5   | 2   | 1   | 2   | 40,0 |
| Zvezda Perm        | 20 septembre 2021 | 5 juin 2022      | 19  | 13  | 2   | 4   | 68,4 |
| Total              | Total             | Total            | 467 | 185 | 125 | 157 | 39,6 |

## Palmarès
Union soviétique
- Champion du monde des moins de 20 ans en 1977.
- Champion d'Europe espoirs en 1980.